# Australia na Zimowych Igrzyskach Paraolimpijskich 2018
Australia na Zimowych Igrzyskach Paraolimpijskich 2018 – występ kadry sportowców reprezentujących Australię na igrzyskach paraolimpijskich w Pjongczangu w 2018 roku.
W kadrze znalazło się 13 zawodników, z czego dwóch było przewodnikami dla Melissy Perrine i Patricka Jensena. Chorążym reprezentacji podczas ceremonii otwarcia igrzysk została Joany Badenhorst. Stała się pierwszą zawodniczką w historii występów Australii na zimowych igrzyskach paraolimpijskich, która niosła narodową flagę. Zaszczyt ten miała także podczas ceremonii zamknięcia Melissa Perrine.
Joany Badenhorst doznała kontuzji na jednym z treningów i wycofała się z zawodów.
W snowboardowym crossie Simon Patmore zdobył złoty medal. Było to pierwsze podium Australii w zimowych igrzyskach paraolimpijskich od 2002 roku. Natomiast w slalomie wywalczył brązowy krążek. Na podium stanęła również alpejka Melissa Perrine, która w rywalizacji osób niewidzących i niedowidzących w superkombinacji zajęła trzecie miejsce. Swój drugi medal zdobyła też w slalomie gigancie, gdzie również zajęła najniższy stopień podium.

## Medaliści
| Medal | Zawodnik        | Dyscyplina            | Konkurencja            | Data     |
| ----- | --------------- | --------------------- | ---------------------- | -------- |
| złoto | Simon Patmore   | Snowboarding          | Cross mężczyzn         | 12 marca |
| brąz  | Melissa Perrine | Narciarstwo alpejskie | Superkombinacja kobiet | 13 marca |
| brąz  | Melissa Perrine | Narciarstwo alpejskie | Slalom gigant kobiet   | 14 marca |
| brąz  | Simon Patmore   | Snowboarding          | Slalom mężczyzn        | 16 marca |

## Reprezentanci

### Kobiety
| Zawodniczka         | Dyscyplina            | Konkurencja     | Podgrupa | Czas    | Strata | Miejsce | Źródło |
| ------------------- | --------------------- | --------------- | -------- | ------- | ------ | ------- | ------ |
| Victoria Pendergast | Narciarstwo alpejskie | Zjazd           | LW12-1   | 1:44,14 | +10,88 | 4.      | [ 9 ]  |
| Victoria Pendergast | Narciarstwo alpejskie | Supergigant     | LW12-1   | DNF     | DNF    | DNF     | [ 10 ] |
| Victoria Pendergast | Narciarstwo alpejskie | Superkombinacja | LW12-1   | DNS     | DNS    | DNS     | [ 11 ] |
| Victoria Pendergast | Narciarstwo alpejskie | Slalom gigant   | LW12-1   | 2:41,37 | +14,84 | 8.      | [ 12 ] |
| Melissa Perrine     | Narciarstwo alpejskie | Zjazd           | B2       | 1:35,40 | +5,68  | 5.      | [ 13 ] |
| Melissa Perrine     | Narciarstwo alpejskie | Supergigant     | B2       | 1:36,96 | +6,79  | 5.      | [ 14 ] |
| Melissa Perrine     | Narciarstwo alpejskie | Superkombinacja | B2       | 2:30,82 | +3,10  | brąz    | [ 15 ] |
| Melissa Perrine     | Narciarstwo alpejskie | Slalom gigant   | B2       | 2:28,81 | +5,81  | brąz    | [ 16 ] |
| Melissa Perrine     | Narciarstwo alpejskie | Slalom          | B2       | 1:55,07 | +3,27  | 4.      | [ 17 ] |

### Mężczyźni
| Zawodnik          | Dyscyplina            | Konkurencja     | Podgrupa | Czas                                                                                             | Strata | Miejsce | Źródło |
| ----------------- | --------------------- | --------------- | -------- | ------------------------------------------------------------------------------------------------ | ------ | ------- | ------ |
| Mitchell Gourley  | Narciarstwo alpejskie | Zjazd           | LW6/8-2  | DNF                                                                                              | DNF    | DNF     | [ 18 ] |
| Mitchell Gourley  | Narciarstwo alpejskie | Supergigant     | LW6/8-2  | 1:30,34                                                                                          | +5,51  | 12.     | [ 19 ] |
| Mitchell Gourley  | Narciarstwo alpejskie | Superkombinacja | LW6/8-2  | 2:16,90                                                                                          | +6,34  | 5.      | [ 20 ] |
| Mitchell Gourley  | Narciarstwo alpejskie | Slalom gigant   | LW6/8-2  | 2:16,47                                                                                          | +4,00  | 8.      | [ 21 ] |
| Mitchell Gourley  | Narciarstwo alpejskie | Slalom          | LW6/8-2  | 1:42,32                                                                                          | +6,21  | 6.      | [ 22 ] |
| Patrick Jensen    | Narciarstwo alpejskie | Slalom gigant   | B2       | 2:32,16                                                                                          | +21,65 | 11.     | [ 23 ] |
| Patrick Jensen    | Narciarstwo alpejskie | Slalom          | B2       | DNF                                                                                              | DNF    | DNF     | [ 24 ] |
| Jonty O’Callaghan | Narciarstwo alpejskie | Zjazd           | LW9-1    | 1:34,86                                                                                          | +9,41  | 22.     | [ 18 ] |
| Jonty O’Callaghan | Narciarstwo alpejskie | Supergigant     | LW9-1    | DNF                                                                                              | DNF    | DNF     | [ 19 ] |
| Jonty O’Callaghan | Narciarstwo alpejskie | Superkombinacja | LW9-1    | DNF                                                                                              | DNF    | DNF     | [ 20 ] |
| Jonty O’Callaghan | Narciarstwo alpejskie | Slalom gigant   | LW9-1    | 2:32,22                                                                                          | +19,75 | 23.     | [ 21 ] |
| Jonty O’Callaghan | Narciarstwo alpejskie | Slalom          | LW9-1    | DNF                                                                                              | DNF    | DNF     | [ 22 ] |
| Simon Patmore     | Snowboarding          | Cross           | UL       | Q: 1:01,76 (Q) 1/8: J. Roulet (W) ĆF: J. Barnes-Miller (W) PF: J. Luchini (W) F: M. Pozzerle (W) | +1,64  | złoto   | [ 25 ] |
| Simon Patmore     | Snowboarding          | Slalom          | UL       | 51,99                                                                                            | +1,22  | brąz    | [ 26 ] |
| Sean Pollard      | Snowboarding          | Cross           | UL       | Q: 1:04,03 (Q) 1/8: J. Luchini (P)                                                               | +3,91  | 9.      | [ 25 ] |
| Sean Pollard      | Snowboarding          | Slalom          | UL       | 53,84                                                                                            | +3,07  | 5.      | [ 26 ] |
| Mark Soyer        | Narciarstwo alpejskie | Zjazd           | LW11     | DNF                                                                                              | DNF    | DNF     | [ 27 ] |
| Mark Soyer        | Narciarstwo alpejskie | Supergigant     | LW11     | 1:32,32                                                                                          | +6,49  | 16.     | [ 28 ] |
| Mark Soyer        | Narciarstwo alpejskie | Superkombinacja | LW11     | DNF                                                                                              | DNF    | DNF     | [ 29 ] |
| Mark Soyer        | Narciarstwo alpejskie | Slalom gigant   | LW11     | 2:29,94                                                                                          | +16,49 | 18.     | [ 30 ] |
| Mark Soyer        | Narciarstwo alpejskie | Slalom          | LW11     | DNF                                                                                              | DNF    | DNF     | [ 31 ] |
| Sam Tait          | Narciarstwo alpejskie | Zjazd           | LW11     | 1:28,56                                                                                          | +4,45  | 11.     | [ 27 ] |
| Sam Tait          | Narciarstwo alpejskie | Supergigant     | LW11     | DNF                                                                                              | DNF    | DNF     | [ 28 ] |
| Sam Tait          | Narciarstwo alpejskie | Superkombinacja | LW11     | DNF                                                                                              | DNF    | DNF     | [ 29 ] |
| Sam Tait          | Narciarstwo alpejskie | Slalom gigant   | LW11     | 2:28,28                                                                                          | +14,83 | 17.     | [ 30 ] |
| Sam Tait          | Narciarstwo alpejskie | Slalom          | LW11     | DNF                                                                                              | DNF    | DNF     | [ 31 ] |
| Ben Tudhope       | Snowboarding          | Cross           | LL-2     | Q: 1:00,64 (Q) 1/8: J. Leslie (P)                                                                | +2,43  | 10.     | [ 32 ] |
| Ben Tudhope       | Snowboarding          | Slalom          | LL-2     | 51,68                                                                                            | +3,00  | 7.      | [ 33 ] |